# Motor delantero central y tracción delantera

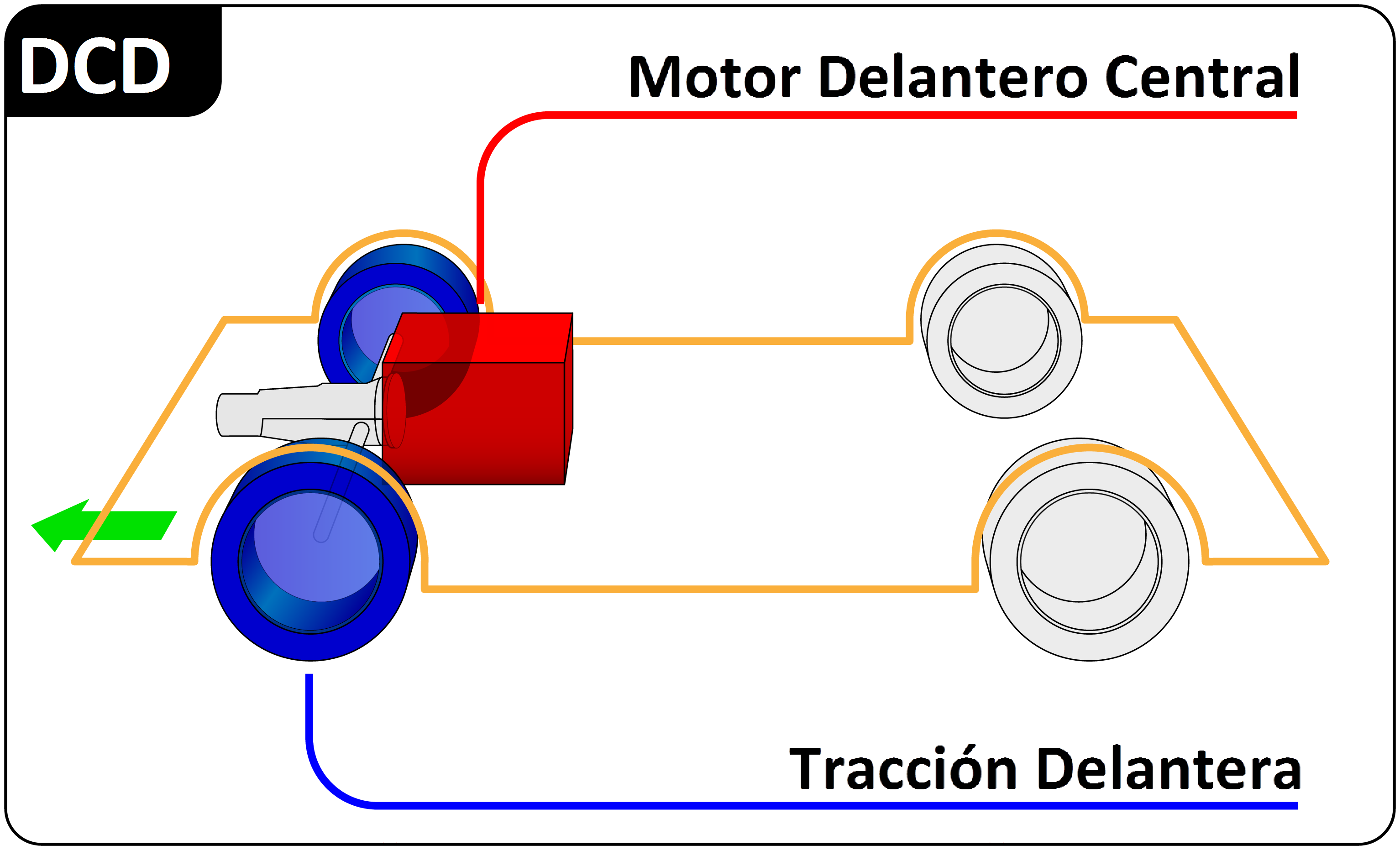
Diseño DCD

En el campo del diseño automovilístico, un vehículo con una configuración de motor delantero central y tracción delantera (abreviado como DCD o simplemente CD) es aquel en el que las ruedas tractoras delanteras son impulsadas por un motor ubicado justo por detrás de ellas y por delante del habitáculo. En contraste con el diseño de motor delantero y tracción delantera (DD), el centro de masas del motor se localiza por detrás del eje delantero. Este diseño se elige típicamente por su mejor distribución de pesos (el componente más pesado, el motor, está cerca del centro del automóvil, lo que reduce el momento de inercia del vehículo respecto a su centro). Dado que las diferencias entre los diseños DD y CD son pequeñas, se suele considerar que el diseño CD es el mismo que el diseño DD. 

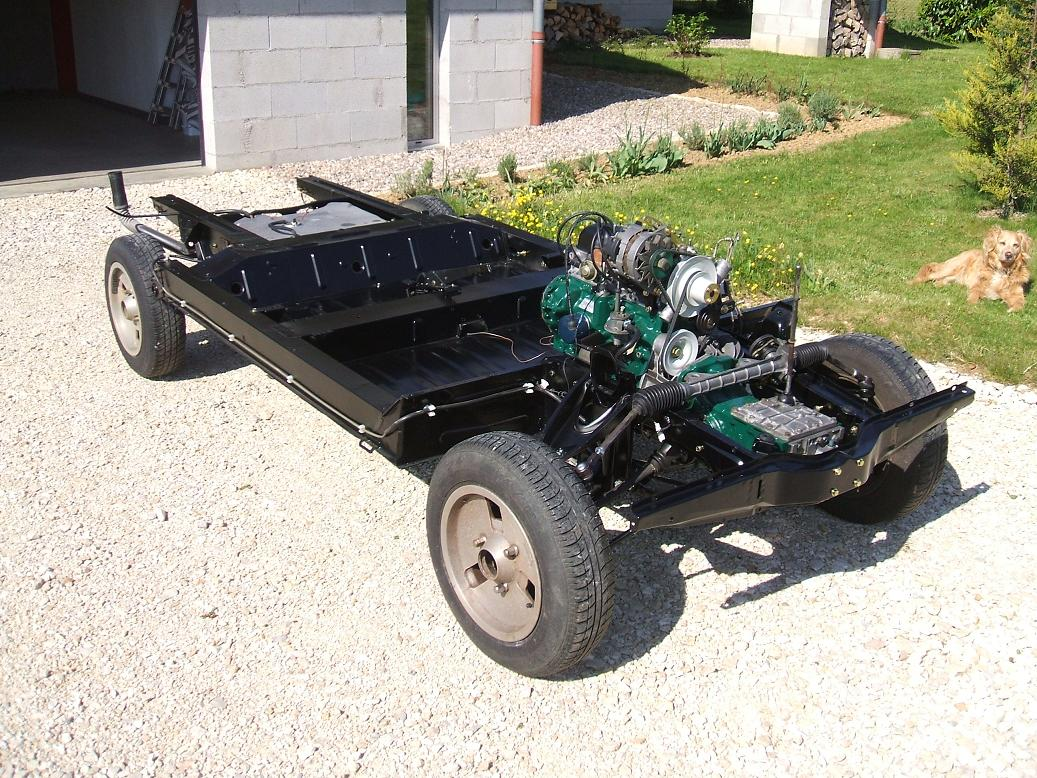
Chasis de un Renault 4

Sin embargo, el diseño del motor central ocupa parte del espacio situado entre los dos ejes, lo que implica que el vehículo resultante sea bastante largo. Esta puede ser la razón por la que ningún fabricante ofrezca actualmente el diseño CD. 
Ejemplos de coches de carretera que utilizan el diseño CD incluyen el Acura Vigor, Cord 810, BSA Scout, Citroën Traction Avant, Citroën DS, Renault 4 (y sus derivados R5 y R6), Renault 16, Saab 900 y Saab Sonett mk1, y el Citroën SM. También algunos vehículos comerciales como el Tempo Matador han utilizado esta configuración. Todos estos vehículos tienen motores montados longitudinalmente. En teoría, los vehículos con motor delantero central montado transversalmente son posibles si se aborda el problema de la ubicación del espacio para los pies de los pasajeros. El Toyota iQ se acerca a esta solución, al tener disponer el diferencial delantero delante del motor, aunque se suele considerar que el iQ tiene un diseño DD. 
Tradicionalmente, el término motor central se ha reservado para automóviles que colocan el motor y la transmisión detrás del conductor y delante de los ejes traseros, como en el Lamborghini Countach o el Ferrari Testarossa, pero un motor colocado por delante del compartimiento del conductor pero completamente por detrás de la línea del eje delantero también es un motor central.

## Galería

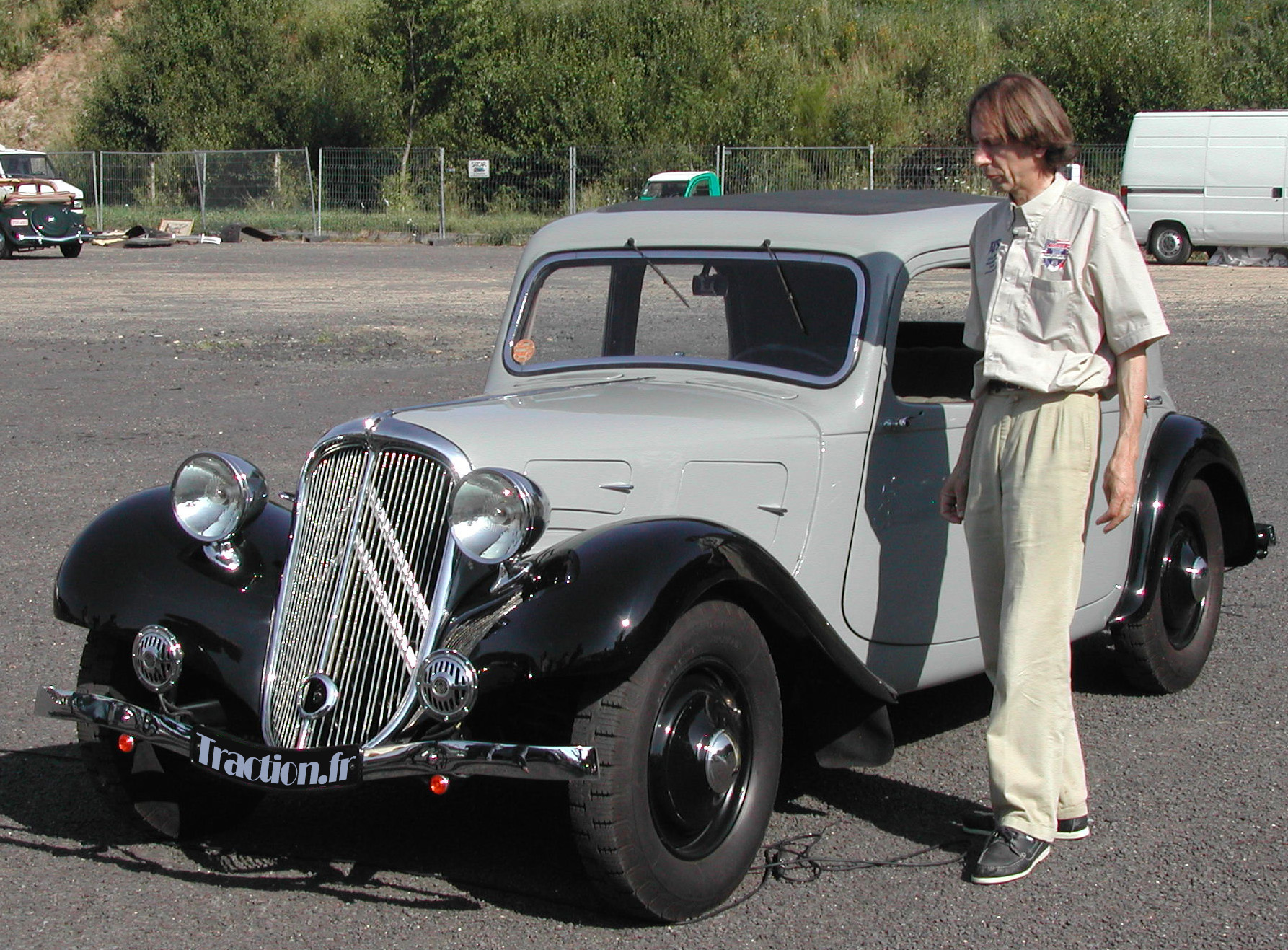
El Citroën Traction Avant revolucionó el diseño de automóviles con su carrocería monocasco de baja altura
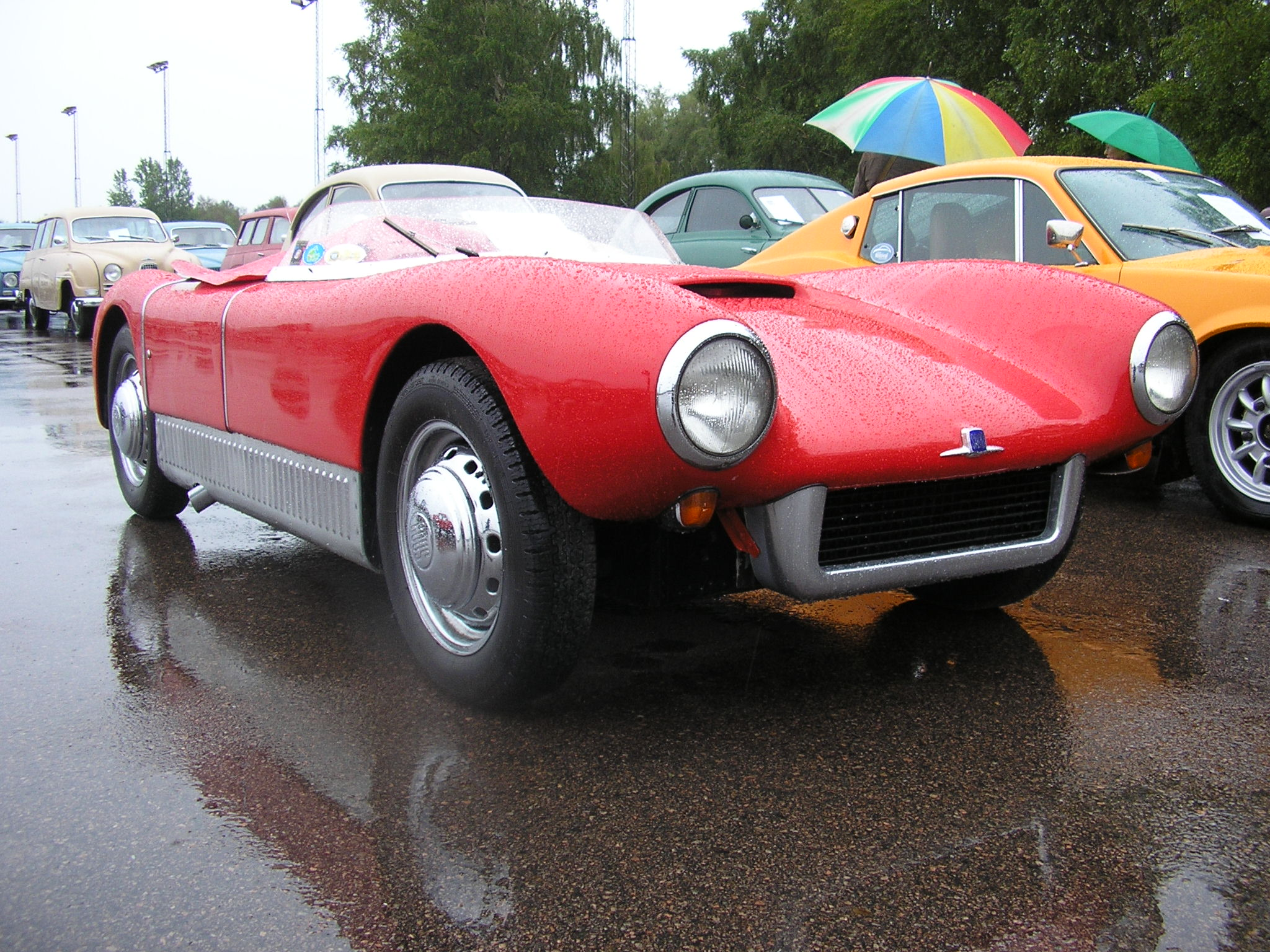
El Saab Sonett mk1 utilizó el diseño DCD girando el motor y haciéndolo funcionar "al revés"
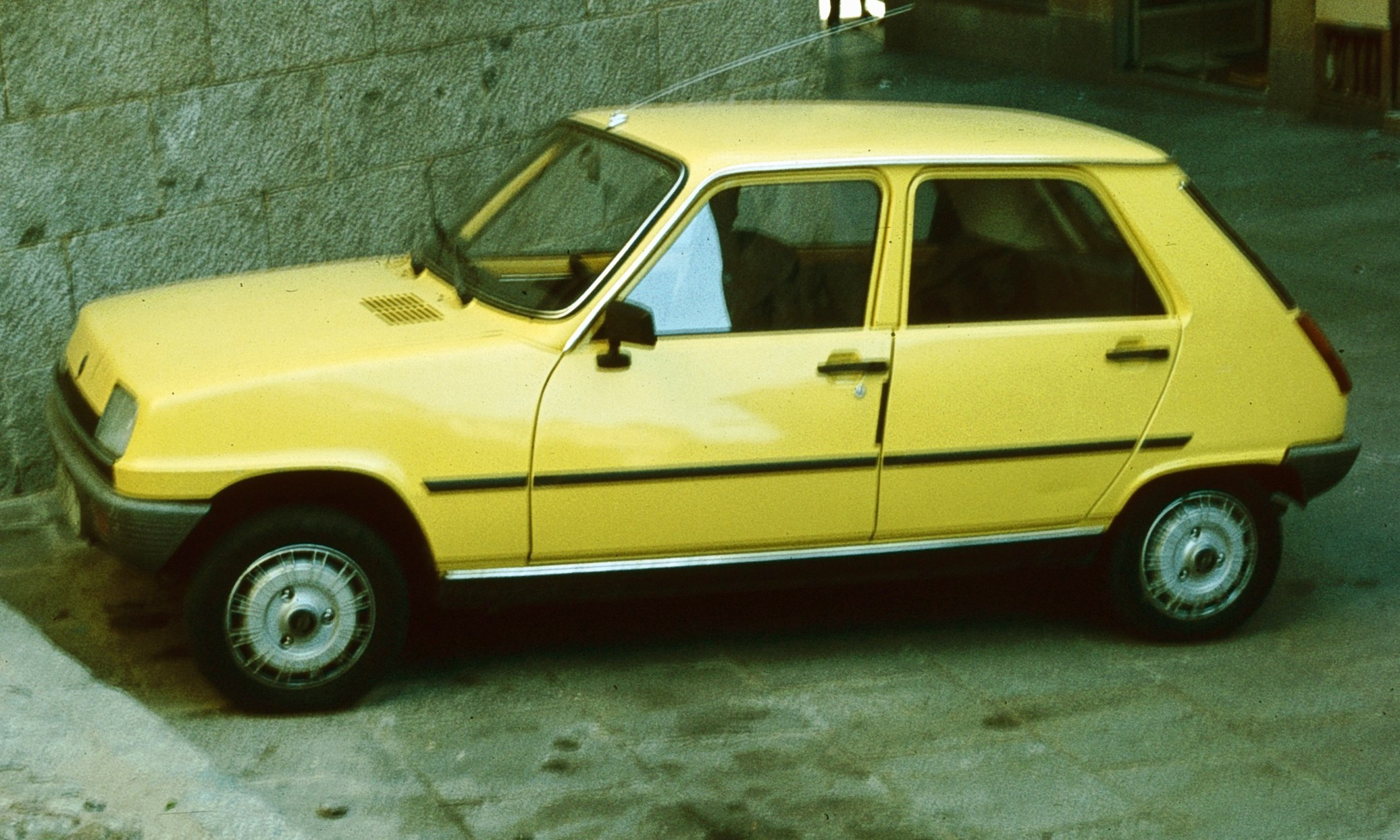
El Renault 5 fue uno de los últimos diseños exitosos de motor central y tracción delantera
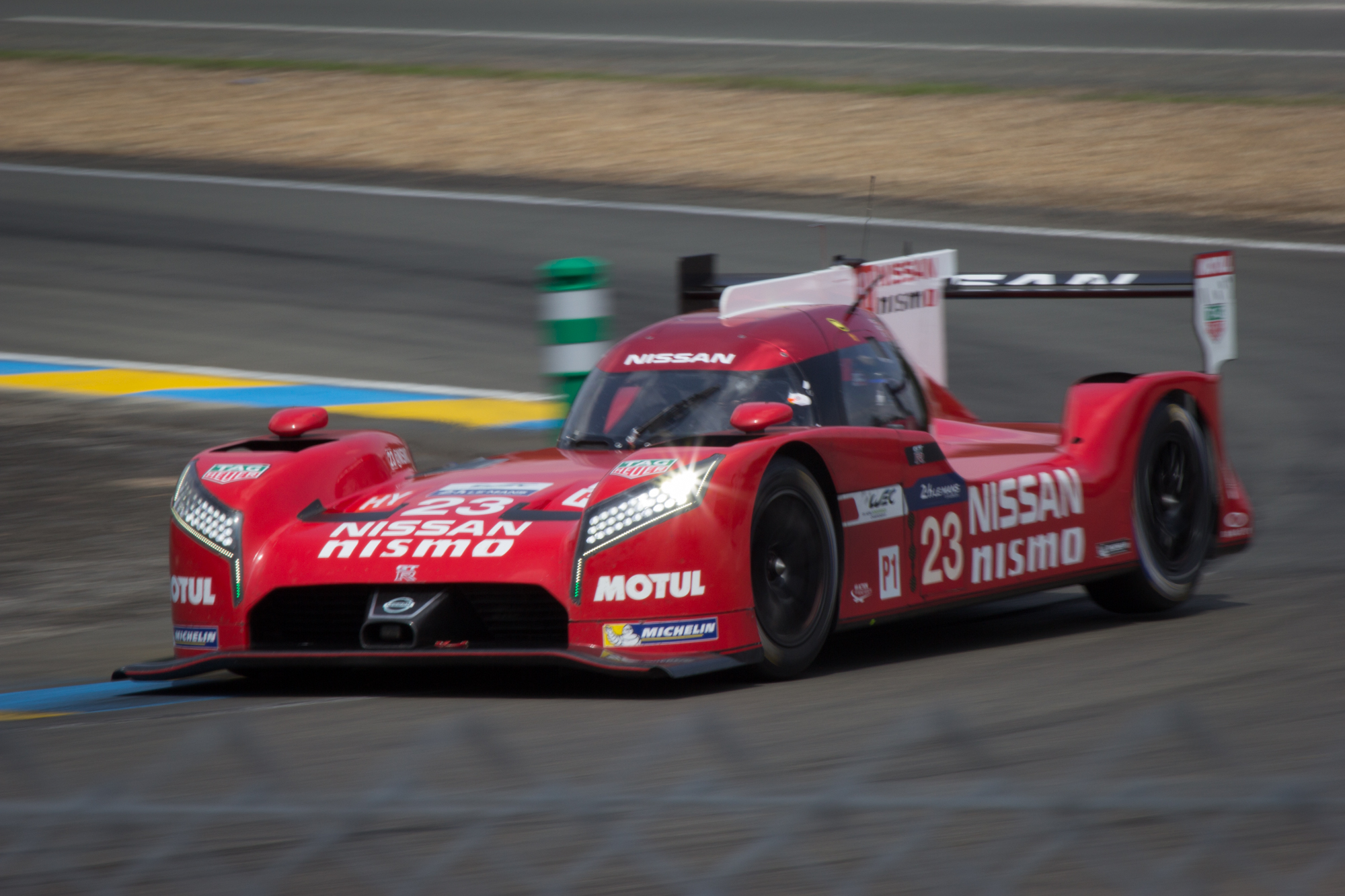
El Nissan GT-R LM Nismo fue el único prototipo de automóvil de carreras de Le Mans con un diseño de motor central y tracción delantera